# The Last Sunset
The Last Sunset (Brasil: O Último Pôr do Sol ) é um filme estadunidense de 1961, do gênero western, dirigido por Robert Aldrich.
O roteiro é uma adaptação de Dalton Trumbo. Narrado em estilo de western psicológico e introspectivo, há referências ao complexo de Electra. A canção mexicana fez sucesso internacional, inclusive no Brasil.

## Sinopse
O pistoleiro "Bren" O'Malley, com roupas negras e uma pequena pistola Derringer sempre junto à cintura, tem alma de poeta, mas se transforma em um assassino descontrolado com frequência, principalmente quando há alguma mulher na história. Ele chega a um rancho no México em busca de um antigo amor, a bonita Belle. Mas ela está casada e com uma filha de 15 anos. O marido é um rancheiro bêbado e desertor da Guerra Civil, que está com dificuldades para juntar vaqueiros que levem seu rebanho ao Texas. Ele contrata O'Malley como pistoleiro da comitiva, e este lhe indica um cowboy que pode aceitar ser o chefe. Ele se refere ao xerife texano Dana Stribling. O'Malley não o conhece pessoalmente, mas sabe que Stribling o persegue desde o Texas, para levá-lo de volta a julgamento por homicídio.
Stribling chega ao local e concorda com o serviço. Assim, todos partem com o gado rumo ao Texas, inclusive as mulheres que vão como cozinheira e ajudante dos vaqueiros. No caminho se juntam a eles bandoleiros, que se disfarçam de cowboys para roubarem o gado e raptarem as mulheres na primeira oportunidade, com intenção de levá-las como prostitutas à cidade de Veracruz.

## Elenco
- Rock Hudson.... Dana Stribling
- Kirk Douglas.... Brendan 'Bren' O'Malley
- Dorothy Malone.... Belle Breckenridge
- Joseph Cotten.... John Breckenridge
- Carol Lynley.... Melissa 'Missy' Breckenridge
- Neville Brand.... Frank Hobbs
- Regis Toomey.... Milton Wing
- James Westmoreland.... Julesburg Kid (como Rad Fulton)
- Adam Williams.... Calverton
- Jack Elam.... Ed Hobbs
- John Shay.... Bowman